# Drum and bass
La drum and bass è un genere musicale dell'electronic dance music, nato in Inghilterra all'inizio degli anni novanta.
Il nome, che può anche essere ortograficamente scritto drum'n'bass, drum&bass o anche d'n'b, letteralmente significa "batteria e basso". Infatti è caratterizzato dalla presenza di breakbeat nella batteria, dalle partiture di basso molto pesanti e dalle basse frequenze: lo scopo è di far sentire a coloro che ballano le vibrazioni all'interno del proprio corpo. Questi due elementi costituiscono i componenti chiave del genere. La melodia è generalmente minimale e funge perlopiù da enfasi per le percussioni ripetitive tipiche del genere. Talvolta, nella drum and bass vi è la presenza di una voce che può essere cantata oppure rappata (come nel caso dei Master of Ceremonies).
Questo tipo di genere da ballo era praticato all'interno di locali, e a volte ai rave party (con i quali ha spesso forti legami anche dal punto di vista sonoro e attitudinale). D'altra parte, può riprendere numerose sonorità da parte di altri generi come il jazz, il ragga, il funk, il soul, il reggae e l'hip hop, o talvolta alla musica classica, in particolare per l'utilizzo di campionamenti. Questa varietà di stili musicali permette di costruire un insieme di emozioni molto vario, mentre il tempo è maggiormente situato tra i 160 i 180 BPM. Nel corso di un mix drum and bass, l'ascoltatore potrà riconoscere delle sonorità calme per poi passare ad altrettante più movimentate, dei passaggi più allegri e solari ed altrettanti più tristi ed oscuri, mentre il tempo resta costante nella sua partitura. La costanza del tempo è considerato un elemento chiave nella pratica musicale del DJ.

## Nascita e sviluppo del genere
Un genere musicale chiamato acid house si sviluppa in Regno Unito verso la fine degli anni ottanta e l'inizio degli anni novanta, portando allo sviluppo delle attività all'interno dei nightclub e in altri locali. La musica Acid house combinava beat regolari insieme a quelli sincopati, alle forti partiture di basso ed una consistente velocità nel tempo rispetto alla tradizionale musica house. Dal 1991, i brani musicali divennero composti solamente da beats "sincopati" (da cui deriva il termine breakbeat) cominciando ad essere annoverati all'interno della "jungle" e portando alla nascita di un genere diversificato (circa 1991-1992), divenuto popolare ai rave e sulle radio pirata del Regno Unito.
Questi brani sono spesso caratterizzati da tracce vocali ragga, con breakbeat e partiture di basso potenti. Dal 1994 la jungle iniziò a guadagnare popolarità nel mainstream e i fan di tale genere (noti come "junglisti") vennero riconosciuti come parte della sottocultura britannica giovanile. Nello stesso periodo la jungle venne associata ai criminali e alla loro attività di tali, e forse per reazione o indipendentemente da ciò, i produttori iniziarono a disegnare fuori dello stile classico del ragga e creare ciò che essi etichettavano come drum and bass. Non c'è alcuna fonte legata alla trasformazione della jungle in drum and bass, anche se la maggior parte dei produttori jungle continuano a produrre lavori che vengono definiti drum and bass.
Come stile musicale divenne più sofisticato, iniziò a spostarsi delle radio pirata a quelle commerciali e guadagnò una larga attenzione nel pubblico mainstream (circa 1995-1997). Inoltre, ha portato alla nascita di altri sottogeneri noti come jump up. Un sound più sperimentale della drum and bass ha cominciato ad evincere dal mainstream; molti produttori hanno continuato a produrre alcuni lavori del genere antecedente, con delle successive produzioni che hanno evidenziato un sound più oscuro e tecnico, che ricalcava le proprie influenze dalla musica techno e dai paesaggi sonori che richiamavano gli sceneggiati di fantascienza e gli anime: questo genere venne identificato come techstep (circa 1997-1998).
Mentre continuava ad evolversi musicalmente, la drum and bass è stata improvvisamente conquistata dalla scena UK garage, che prendeva ispirazione dalla drum and bass. Questo genere ha oscurato in breve tempo la popolarità della drum and bass e verso l'inizio del nuovo millennio, venne ufficialmente dichiarato che la "drum and bass è morta". La drum and bass, tuttavia, sopravvisse a questo evento e con l'inizio del nuovo millennio ha visto una rinascita nella popolarità musicale ed un continuo sviluppo, grazie alla comparsa del sottogenere del liquid funk, che riprende caratteristiche dall'house e dalla disco music, insieme ad una nuova ondata di artisti, i quali le uniscono alle sonorità dei pionieri della jungle. Rimane oggi un genere musicale totalmente sconosciuto, ma nel caso delle frequenti apparizioni nel mainstream, come influenza sugli altri generi e alcuni dei propri artisti, tra cui Goldie, i Pendulum, DJ Fresh, Sub Focus, Noisia e Counterstrike è più seguito. Tuttavia, rimane più popolare nella terra nativa, in Regno Unito, sebbene abbia visto la propria diffusione in altri paesi del mondo.

## Musicologia della drum and bass

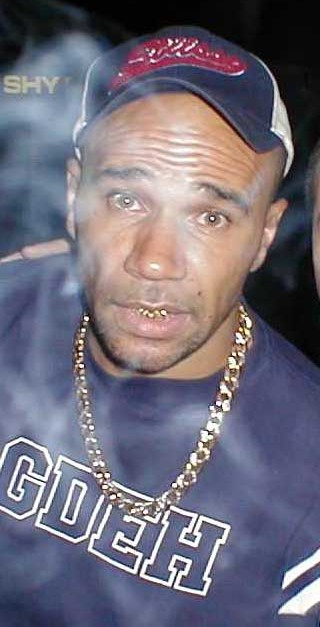
Goldie, un precursore della drum and bass.

Esistono diversi modi di interpretare ciò che costituisce la "vera" drum and bass, dato che questo tipo di genere è molto eclettico, caratterizzato dalle potenti partiture ritmiche del techstep, senza voci, fino alle atmosfere del liquid funk. Il genere è stato comparato più volte al jazz, dove l'ascoltatore poteva riscontrare sonorità diverse, ma derivanti da un'unica matrice, poiché la drum and bass si avvale di più di un approccio o di una tradizione che di uno stile vero e proprio. Le sonorità della drum and bass sono estremamente varie, e persone che hanno poca familiarità con il genere rischiano di non poter trovare somiglianze con i propri sottogeneri.
La drum and bass potrebbe essere definita come un genere musicale strettamente elettronico, per via dello scarso utilizzo di strumenti acustici e il mixaggio di altri pezzi da parte del DJ durante un concerto. Tuttavia, con l'espansione dei live act, si stanno maggiormente utilizzando degli strumenti acustici ed elettricamente amplificati, in particolare alcuni che usano un percussionista in tempo reale, ma spingono il genere al di fuori dei confini della musica elettronica.
Per le critiche suscitate, la musicologia della drum and bass è difficile da definire con dei termini specifici. Tuttavia noteremo alcune delle caratteristiche più importanti e rilevanti.

### L'importanza della partitura ritmica
Il nome "drum and bass" non significa che i pezzi sono unicamente composti da questi due elementi. Tuttavia, essi sono i componenti predominanti e i più importanti di un brano del genere. Nonostante l'evidente semplicità dei pezzi per un orecchio poco incline al genere, una considerevole parte del tempo del lavoro dei compositori è impiegata nella preparazione di pezzi da parte di musicisti più talentuosi.
Il genere rivolge grande attenzione alla linea di basso: profonda, ossessiva e onnipresente, che è considerata più concretamente che astrattamente. Ha anche una sperimentazione considerevole riguardo ai diversi timbri che una linea di basso può adottare, particolarmente nel techstep. La linea di basso ritrova la propria origine da numerosi stili, ma la maggior parte del tempo deriva da campionamenti o da sintetizzatori. Le partiture di basso realizzato per mezzo di un basso reale, che sia elettrico, acustico o un contrabbasso, sono rare. Quelle campionate sono spesso prese da registrazioni di contrabassi o da loop. Quelle sintetiche sono invece più frequenti.
Le partiture di basso sono soggetto a numerosi e vari moduli di effetti, come la compressione dinamica, il flanger, il phaser, il coro, l'overdrive, l'equalizzazione, l'utilizzo di filtri lfo ecc. Ci sono anche delle tecniche specifiche come la Reese Bass, che più precisamente non è una tecnica vera e propria, ma piuttosto un grado di trattamento della distorsione sonora e il filtro, utilizzato su il campione di un basso, di solito proveniente da quello utilizzato da Just Another Chance di Kevin Saunderson. La Reese Bass è utilizzata da musicisti come i Pendulum.
Il kick: un grosso colpo al basso (da ottenere un suono più prolungato), è stato soggetto di un gran numero di sperimentazioni nel corso degli anni. Di fatto, la batteria campionata contribuisce alla produzione di linee di basso più potenti. Questa tecnica è particolarmente apprezzata nei nightclub o ai rave, dove i subwoofer uniti a dei potenti amplificatori, possono pienamente riprodurre il suono dei bassi, dove le frequenze sono talvolta così basse che tutto diventa inaudibile (se lo si considera fisicamente). Ciò ha portato alla creazioni di grandi e potenti soundsystems su i quali i musicisti possono eseguire i loro pezzi in un ambiente hi-fi, come il Valve Sound System del musicista Dillinja. Ciò non significa, tuttavia, che la musica non può essere apprezzata nell'impiego di una strumentazione tradizionale.
La sincope rende più complesse le partiture della batteria breakbeat, ed è un'altra tappa nel lavoro il quale i compositori impiegano la maggior parte del proprio tempo. Una linea di batteria, durante la quale, pochi secondi di essa, possono a volte richiedere un giorno o di più di preparazione, dipende dall'investimento del compositore. L'amen break è generalmente riconosciuto come il tipo di break più utilizzato nella drum and bass.
Non sarebbe esagerato dire che la drum and bass (nei primi tempi della propria esistenza) era uno stile musicale costruito intorno ad un semplice campione del break della batteria, l'Amen Break, anche se altri campioni hanno avuto un impatto più significativo, come il caso dell'Apache Break, del Funky Drummer e di altri. Il Funky Drummer ha forse sostituito la tecnica dell'Amen nei lavori moderni anche se l'Amen è tuttora riconosciuto come uno stile ritmico più energico.
Un altro tipo di break di uso comune è il Tramen, uno stile ibrido che potrebbe essere considerato come una combinazione tra l'Amen, il breakbeat funky di James Brown e il breakbeat drum and bass di Alex Reece.
La partitura di batteria molto rapida di questo genere musicale, forma una tessitura sulla quale il compositore crea di pezzi che possono soddisfare anche i diversi gusti musicali. Funge anche da sottofondo per tutte le parti che compongono un brano. Inoltre, senza un ritmo rapido e sincopato, un brano drum and bass potrebbe essere identificato come un lavoro di gabber, techno o house.

### Il tempo
Il tempo della drum and bass è generalmente situato tra i 160 e i 180 BPM, a differenza delle altre forme di breakbeat, come la nu skool breaks, che mantiene un tempo più lento, tra i 130 e 140 BPM. Un aumento di tempo è stato visto durante l'evoluzione della drum and bass. Le prime forme di rave old school avevano ritmiche intorno ai 125 e ai 135 BPM (circa 1989/1991), le forme iniziali della jungle e della breakbeat hardcore (1992/1993) venivano suonate più rapidamente: dai 155 ai 165 BPM. In seguito (dal 1996 circa) i tempi della drum and bass si stabilizzarono intorno ai 170 e i 180 BPM. Recentemente, alcuni produttori, hanno ricominciato a comporre dei pezzi con dei tempi più lenti (tra i 150 e 160), ma la battitura tra 170 e 180 rimane comunque quella più utilizzata nel genere.
Un brano che combinava gli stessi elementi di un altro pezzo della drum and bass, ma con un tempo più lento (per esempio 140 BPM), sarebbe considerato come un brano della breakbeat influenzato dalla drum and bass.
La velocità della drum and bass non è del tutto allo stesso modo, unicamente caratterizzata dal battito delle casse. La drum and bass ha una linea di basso che è tipicamente tenuta, in parte, dal ritmo della batteria, riducendo così la sua velocità, per esempio come quella di un pezzo hip hop. Un ascoltatore o un ballerino potrà allora concentrarsi su questo elemento piuttosto che sull'ascolto della batteria più rapida.
Bisogna notare che la velocità della musica è soggettiva. Un brano aggressivo, composto da un ritmo e di un sintetizzatore complicato, può sembrare più rapido di quello composta da campionamenti, dal contrabbasso, da riff di chitarra e da un ritmo più semplice, tutto pensando che la seconda canzone potrebbe essere più veloce in termine di BPM. Alcuna canzoni trasmesse alla radio, come Shake Ur Body di Shy FX, sono talvolta più rapide rispetto a canzoni techstep. È interessante da notare, che la canzone, più è rapida in termine di BPM, meno la parte della batteria è complicata. Questo è dovuto al fatto che gli elementi della batteria cessano di essere ascoltati separatamente e formano un "muro sonoro" quando il tempo è molto rapido. Un brano molto veloce della drum and bass avrà quindi, di solito, una linea di batteria meno complessa di una più lenta.
Le performance della drum and bass dal vivo su strumenti elettronici o acustici, spesso richiedono un relativo calo di BPM, che non è sorprendente, data la complessità delle misure dei tempi della batteria e degli alti livelli dei maestri di batteria.

### Contesto generale
In generale, la drum and bass è una forma della musica dance più che altro concepita come genere adatto ai club. Tutte le frequenze sono rappresentate e le sensazioni fisiche non possono essere del tutto interpretate interamente su una strumentazione audio particolare. Come sembra indicare il proprio nome, il basso è più evidente, più profondo e più pesante rispetto ad altre forme di musica dance, dovuto al fatto che i pezzi drum and bass gli riservano un alto grado. Di conseguenza, le sonorità drum and bass sono talvolta indicate come elementi principali del sound systems, insolitamente pesanti e ricche di basse frequenze.
Ci sono tuttavia degli album concepiti per un ascolto personale. I CD dei mix realizzati da un celebre DJ dal vivo o tramite un elaboratore, sono molto più frequenti, e comporta la creazione di pezzi adatti ad un ascolto in sale. Inoltre, esistono anche dei lavori che non adatti all'ascolto in casa o in automobile, in particolare quelli classificati al genere del liquid funk.

### L'importanza del DJ e dell'MC
La drum and bass è spesso suonata tramite l'aiuto di un dj, infatti, la maggior parte dei pezzi sono prodotti tramite l'impiego dei mixer, per via della loro struttura, che comporta alla creazione di intro e outro lunghi, che facilitano il beatmatching per il dj piuttosto che essere ascoltati per intero. Il dj, generalmente, "mixa" i pezzi in modo da non poter perdere il ritmo completamente. In più, il dj può utilizzare delle tecniche ereditate dall'hip hop come lo "scratch", il "double-drop" e il "rewind". Il double-drop è una tecnica molto utilizzata dai dj old school e consiste far suonare insieme 2 brani della stessa tonalità allo stesso tempo, creando sfumature uniche e musicali che potrebbero sembrare a tutti gli effetti tracce inedite.
Molti mix cominciano o vengono introdotti da un caratteristico "drop". Il drop è il momento in cui si produce un cambiamento della linea di basso o della batteria in un brano, ed è comunemente seguito da una sezione riconoscibile nella sua costruzione e da un "breakdown". Il drop è qualche volta utilizzato per passare ad un altro disco, supponendo gli elementi dei diversi brani. In quell'istante, i due brani possono trovarsi in una fase più "ambient", ma certe volte i DJ preferiscono combinare i breakbeat, un esercizio più difficile. A volte i drop sono così popolari che il DJ esegue un "rewind" o un "reload" e gira il disco da poterlo mettere al punto di partenza della costruzione del drop. Il "drop" è spesso considerato un elemento chiave dal punto di vista del dancefloor, poiché i drumbreaks vengono interrotti per ripartire da un intro più "ambient". Quando i beats riprendono sono spesso più complessi e accompagnati da una linea di basso più pesante, in modo da poter incoraggiare il pubblico a ballare. Il nome di un sottogenere dalla drum and bass, il "jump up", inizialmente faceva riferimento al desiderio da parte di quelli che improvvisavano a ballare all'istante.

## Sottogeneri
Più recentemente, le esigenze di voler ampliare il mondo della musica drum and bass sono sorte nella comunità degli ascoltatori di questo genere, al tal punto che questo è diventato progressivamente sempre di più suddiviso in dei sottogeneri più specifici.
Fra quelli più comuni, vi sono:
- Darkstep (o "Darkside" o "Dark")
- Drumfunk (o "Choppage", "Edits")
- Electrostep (o "Trancestep")
- Futurestep
- Hardstep
- Intelligent drum and bass (o "Atmospheric" o "Ambient")
- Jazzstep (o "Jazz and Bass")
- Jump up
- Liquid funk (o semplicemente "Liquid")
- Neurofunk (o "Neuro")
- Reggaestep
- Sambass (o "Brazilian Drum and Bass")
- Techstep (o "Tech")
- Technoid (Techno_DNB)

I seguenti sono, più o meno, dei sottogeneri di cui se ne sostiene l'esistenza, che generalmente i loro fautori li considerano come dei sottogeneri separati:
- Breakcore (senza dubbio da considerare come un sottogenere diverso, e non come un sottogenere, per le numerose differenze[senza fonte])
- Darkcore (allo stesso tempo un precursore ed un discendente della drum and bass poiché le produzioni di musica darkcore sono molto simili a quelle darkstep)
- Raggacore (senza dubbio un genere diverso, non un suo sottogenere, per via delle numerose differenze)
- Ragga jungle (senza dubbio un genere diverso, non un suo sottogenere - più precisamente una forma rivisitata in chiave moderna della jungle, della quale è difficile distinguerne le sonorità - se non per i continui riferimenti nelle sonorità ad Haile Selassie o alla cultura Rastafariana)

Come tutti i tentativi nella classificazione di un genere musicale, quelli elencati sopra non sono da prendere in considerazione come definitivi. Numerosi produttori pubblicano degli album che potrebbero essere inseriti all'interno della categorie qui sopra enunciate, e altrettanti numerosi critici intervengono nella classificazione di un brano, come in una semplice definizione di un sottogenere. In particolare l'elenco dei potenziali sottogeneri non è in alcun caso considerato come definitivo.
Un recente stile della ragga jungle, (possibilmente inteso come un sottogenere, o uno stile completamente distinto) si presenta come un preciso riferimento alle produzioni di drum and bass degli anni 1994-1995.
Tuttavia, delle numerose produzioni contengono ormai degli elementi reggae o dancehall, che sono più dominanti che precedentemente.
Il Clownstep è un termine negativo utilizzato da alcuni ascoltatori per qualificare alcuni tipi di drum and bass che vengono apprezzati di meno (il jump up per esempio), particolarmente
di largo uso su internet. Questo però non viene considerato come un sottogenere. La maggior parte dei produttori non accetterebbero tale classificazione offensiva nei confronti dei propri lavori.

### Le derive più oscure
- Darkcore (o Darkside)
- Techno DNB
- Technoid
- Hardstep
- Techstep
- Darkstep
- Crossbreed (o Core N Bass)

### Le derive più sperimentali
- Industrial
- Drill 'n' Bass
- Intelligent Dance Music
- Glitch
- Drumstep
- Halfstep

### Le derive più melodiche
- Jazzstep
- Atmospheric Jungle
- Liquid funk
- Drum and bossa (o sambass)

### Le derive più vicine alla musica da ballo
- Jump up
- Neurofunk
- Trancestep